# Discografia di Claudio Abbado
Discografia di Claudio Abbado  che firma il primo contratto discografico col gruppo Universal, nel 1966.
La sua carriera discografica si può suddividere in tre fasi:
- La prima fase, dal 1966 fino al 1986, nella quale si affida principalmente all'Orchestra del Teatro alla Scala per le registrazioni di opere e alla London Symphony Orchestra per le registrazioni di musica sinfonica. Il repertorio toccato in questo periodo comprende l'opera italiana (Gioachino Rossini e Giuseppe Verdi, soprattutto), musica del XX secolo (Paul Hindemith, Alban Berg fra gli altri), con una preferenza per la musica francese (Maurice Ravel soprattutto, ma anche Hector Berlioz e Georges Bizet) e slava (Modest Mussorgskij e Sergei Prokofiev). Le eccezioni in questo panorama curiosamente poco "germanico" sono: l'integrale delle sinfonie di Felix Mendelssohn (registrate nel 1985) ed i concerti per pianoforte di Mozart.
- La seconda fase (dal 1986 al 2000) coincide con lo spostamento a Vienna e la successiva direzione artistica a Berlino. Da questo momento in poi il repertorio di Abbado si rivolge con grande approfondimento alla musica tedesca: due integrali delle sinfonie di Beethoven (1986-89 e 2000); una di Brahms; una sola, e per di più ibrida, delle sinfonie di Gustav Mahler (ma ben 20 registrazioni delle sue sinfonie); una di Franz Schubert. In generale il baricentro dei suoi interessi musicali sembra decisamente più mirato sulla musica romantica tedesca, da lui in verità appena sfiorata nel ventennio precedente. Con la fondazione del festival Wien Modern nel 1988, si crea l'occasione per proporre con continuità autori di musica moderna o contemporanea (György Ligeti, Luigi Nono ma anche autori davvero poco noti, come Wolfgang Rihm). Le orchestre più utilizzate sono, ovviamente, i Wiener Philharmoniker ed i Berliner Philharmoniker per la musica sinfonica; gli stessi Wiener e l'Orchestra della Staatsoper di Vienna, per le registrazioni operistiche.
- La terza fase, che coincide con la malattia e l'abbandono della direzione dei Berliner Philharmoniker, vede un notevole diradarsi della sua attività discografica: svincolato dagli obblighi contrattuali berlinesi, sceglie con oculatezza il repertorio da affrontare. Prosegue nell'integrale mahleriana, registra la celebre integrale delle sinfonie di Beethoven su spartiti originali, aggiunge pochi titoli (ma di sicuro appeal) al suo repertorio operistico: Il flauto magico e il Don Giovanni di Mozart ed il Falstaff di Verdi. A questo si devono aggiungere recital dei cantanti coi quali ha instaurato un rapporto privilegiato, come Bryn Terfel. in questo periodo si affida sempre più spesso alla Mahler Chamber Orchestra, oltre che ai Berliner Philharmoniker.

Fra le punte più alte della sua produzione si possono ricordare il recentissimo ciclo beethoveniano realizzato - dopo un periodo di malattia - con degli irriconoscibili Berliner, assottigliati in una formazione quasi da camera. Accanto a Beethoven (2 volte: coi Wiener Philharmoniker nel 1986-89 e coi Berliner Philharmoniker nel 2000) vanno ricordate le integrali delle opere di Mahler, Mendelssohn, Schubert, Ravel (con la London Symphony Orchestra) e Pëtr Il'ič Čajkovskij, Prokof'ev (con la London Symphony Orchestra), Dvorák, senza dimenticare le fondamentali registrazioni operistiche. 
Un capitolo va infine dedicato ad i Concerti per pianoforte n. 1 Sz.83 e 2 Sz.95 di Bartok con Maurizio Pollini e la Chicago Symphony Orchestra vincitori del Grammy Award per la Miglior interpretazione solista di musica classica con orchestra nel 1980, ai Kammermusik Nr. 1, Nr. 4, Nr. 5 di Hindemith con i Berliner Philharmoniker vincitore del Grammy Award 1998 for Best Small Ensemble Performance ed ai Concerti per pianoforte n. 2 op.37 e 3 op.19 di Beethoven con Martha Argerich e la Mahler Chamber Orchestra del 2000/2004 vincitori del Grammy Award per la Miglior interpretazione solista di musica classica con orchestra nel 2006.

## Per compositore
Johann Sebastian Bach
- Matthäus-Passion BWV 244

Schäfer, von Otter, Schreier, Keenlyside, A. Schmidt, Mattei, Schwedischer Rundfunkchor, Tölzer Knabenchor
Berliner Philharmoniker
MUSICOM 9835-37 1998
- Conc. brand. n. 1-6

Carmignola/Orch.Mozart
2007 Deutsche Grammophon
Bach/Webern
- Fuga (Ricercata) a 6 voci aus dem Musikalischen Opfer

Wiener Philharmoniker
DG 431 774-2 1993
Béla Bartók
- Conc. per pf. n. 1 Sz.83, 2 Sz.95/Ritratti per orch.

Maurizio Pollini/Mintz/Chicago Symphony Orchestra
1977/1983 DG 477 6353 GGP. I concerti per pianoforte n. 1 Sz.83 e n. 2 Sz.95 hanno vinto il Grammy Award nel 1980 per la Miglior interpretazione solista di musica classica con orchestra.
- Der Wunderbare Mandarin op.19; Deux Portraits op.5

Mintz, The Ambrosian Singers, London Symphony Orchestra
DG 410 598-1 1983
Ludwig van Beethoven
- Conc. per pf. n. 1-5/Triploconcerto

Pollini/Brunello/Berliner Philharmoniker
1992/2006 DG 477 7244 GH3
- Conc. per pf. n. 1, 2

Pollini/Berliner Philharmoniker
1992 DG 445 852-2 GH 4D
- Fantasia per pf., coro e orch. in do min. op.80 "Corale"/Meeresstille und glückliche Fahrt op. 112

Pollini/Wiener Philharmoniker
1987/1988 DG 469 549-2 GGA
- Conc. per pf. n. 2 op.37, 3 op.19

Martha Argerich/Mahler Chamber Orchestra
2000/2004 DG 477 5026 GH Grammy Award 2006 per la Miglior interpretazione solista di musica classica con orchestra
- Conc. per pf. n. 3, 4

Pollini/Berliner Philharmoniker
1992 DG 445 850-2 GH
- Conc. per pf. n. 5

Pollini/Berliner Philharmoniker
1993 Deutsche Grammophon 445 851-2 GH
- Fidelio (Live, Lucerne Festival 2010)

Kaufmann/Stemme
2010 Decca 478 2551 DH2
- Sinf. n. 1-9 - Integrale delle Sinfonie - 9 Symphonien

Benacková, Lipovsek, Prey, Winbergh, Konzertvereinigung Wiener Staatsopernchor, Wiener Philharmoniker
DG 476 1914 GX5 1986-89
- Sinf. n. 5, 6, 9

Berliner Philharmoniker/Mattila/Urmana/Moser/Quasthoff
2000 DG 477 9562 GM2
- Sinf. n. 6, 8

Wiener Philharmoniker
DG 445 542-2 GMA
- Sinf. n. 6/Fant. corale/Calma

Wiener Philharmoniker/Pollini
DG 419 779-2 GH
- Sinf. n. 7, 8

Wiener Philharmoniker
DG 423 364-2 GH
- Sinf. n. 9

Benackova/Lipovsek/Prey
1987 DG 477 7513 GB
- Symphonie Nr.9

Eaglen, Meier, Heppner, Terfel, Schwedischer Rundfunkchor, Eric Ericson Kammerchor
Berliner Philharmoniker
SONY SK 62634 1996
- Integrale delle sinfonie 2000 - 9 Symphonien

Mattila, Urmana, Moser, Quasthoff, Schwedischer Rundfunkchor, Eric Ericson Kammerchor
Berliner Philharmoniker
DG 469 000- 2 2000
- Die Ouvertüren (Die Geschöpfe des Prometheus, König Stephan, Die Ruinen von Athen, Die Weihe des Hauses, Zur Namensfeier, Coriolan, Egmont, Fidelio, Leonore I, Leonore II, Leonore III)

Wiener Philharmoniker
DG 429 762-2 1991
- Musik zu Goethes Trauerspiel „Egmont“; Konzertarie „Ah! Perfido“; Ouvertüre Leonore III; Fantasie für Klavier, Chor und Orchester

Studer, B.Ganz v.r., Kissin, RIAS Kammerchor
Berliner Philharmoniker
DG 435 617-2 1992
- Bühnenmusik zu Die Weihe des Hauses und zu Leonore Prohaska

McNair, Terfel, B.Ganz v.r., Rundfunkchor Berlin, Berliner Philharmoniker
DG 447 748-2 1996
Alban Berg
- Kammerkonzert für Klavier, Violine und 13 Instrumente

Serkin, Stern, Members of the London Symphony Orchestra
CBS MK 42 139 (SONY SK 45999) 1986
- Wozzeck

Grundheber, Behrens, Zednik, Haugland, LangriDGe, Raffeiner, Wiener Staatsopernchor, Wiener Sängerknaben
Wiener Philharmoniker
DG 423 587-2 1988
- Lulu Suite; Altenberg Lieder op.4; Pezzi per orch. op.6 (Drei Orchesterstücke op.6)

M. Price, London Symphony Orchestra
DG 449 714-2 1971
- Drei Orchesterstücke; Sieben Frühe Lieder; Der Wein

von Otter, Wiener Philharmoniker
DG 445 846-2 1995
- Altenberg Lieder; Lulu Suite; 3 Stücke aus der Lyrischen Suite

Banse, Wiener Philharmoniker
DG 447 749-2 1996
- Frühe Lieder n. 1-7 (Sieben Frühe Lieder)

Renée Fleming
Berliner Philharmoniker
DG 477 5574 2005
- Conc. per vl. "Alla memoria di un angelo" [Violinkonzert (Dem Andenken eines Engels)]

Kolja Blacher
Mahler Chamber Orchestra
DG 476 3069 2005
Hector Berlioz
- Te Deum op.22

European Community Youth Orchestra, Araiza, London Symphony Chorus, London Philharmonic Choir, Wooburn Singers, St.Alban's School Choir, Haberdashers' Aske's School Choir, The Southend Boys' Choir, Desborough School Choir, The Choir of Forest School, Winnersh
1981 DG 410 696-2 1982
- Symphonie Fantastique op.14

Chicago Symphony Orchestra
DG 410 895-2 1984
Georges Bizet
- Carmen

Berganza, Domingo, Milnes, Cotrubas, The Ambrosian Singers London Symphony Orchestra
DG 477 5342 GOR2 1977
- L'Arlésienne-Suite n°1-2, Carmen-Suite n°1

London Symphony Orchestra
DG 423 472-2 1981
Pierre Boulez
- Notations I-IV

Wiener Philharmoniker
DG 429 260-2 1990
Johannes Brahms
- Klavierkonzert Nr.1

Brendel, Berliner Philharmoniker
PHILIPS 420 071-2 1987
- Klavierkonzert Nr.2

Brendel, Berliner Philharmoniker
PHILIPS 432 975-2 1992
- Conc. pf. n. 1-2

Pollini/Berliner Philharmoniker
DG 457 837-2 GH2
- Klavierkonzert Nr.2

Pollini, Wiener Philharmoniker
DG 453 067-2 1977
- Klavierkonzert Nr.1

Pollini, Berliner Philharmoniker
DG 447 041-2 1998
- Klavierkonzert Nr.2

Pollini, Berliner Philharmoniker
DG 453 505-2 1997
- Violinkonzert; Akademische Festouvertüre

Mintz, Berliner Philharmoniker
DG 423 617-2 1988
- Conc. per vl. in re magg. op.77 (Violinkonzert)

Mullova, Berliner Philharmoniker
PHILIPS 475 7454 PX2 1992
- Conc. vl./Conc. vl. e vlc. (Violinkonzert; Doppelkonzert für Violine, Violoncello und Orchester)

Shaham, Wang, Berliner Philharmoniker
DG 469 529-2 2002
- Doppelkonzert für Violine, Violoncello und Orchester

Stern, Yo-Yo Ma, Chicago Symphony Orchestra
CBS M 42387 (SONY SK 45999) 1987
- Symphonie Nr.1

Wiener Philharmoniker
DG 2530 424 1973
- Symphonie Nr.2

Berliner Philharmoniker
DG 2530 125 1971
- Symphonie Nr.3; Variationen über ein Thema von Joseph Haydn

Staatskapelle Dresden
DG 2530 452 1974
- Symphonie Nr.4

London Symphony Orchestra
DG 2535 360 1979?
- Integrale delle sinfonie 1988-92 - Die 4 Symphonien; Haydn –Variationen; Tragische Ouvertüre; Akademische Festouvertüre; Alt-Rhapsodie; Schicksalslied; Nänie; Gesang der Parzen

Lipovsek, Ernst-Senff-Chor, Rundfunkchor Berlin
Berliner Philharmoniker
DG 435 683 - 2 1988-92
- Serenate n. 1 op.11

Gutman/Mahler Chamber Orchestra
2006 DG 476 5786 GH
- Serenade Nr.1

Berliner Philharmoniker
DG 410 654-2 1983
- Serenade Nr.2; Akademische Festouvertüre

Berliner Philharmoniker
DG 139 371 1968
- Rinaldo; Schicksalslied

King, The Ambrosian Singers
New Philharmonia Orchestra
Decca SXL 6386 1969
- Danze ungh. n. 1-21 (21 Ungarische Tänze)

Wiener Philharmoniker
DG 477 9962 GFC 1982
- Danze ungh. n. 1-21/Serenate/Ouv. accademica e tragica

Berliner Philharmoniker/Wiener Philharmoniker
DG 477 5424 GTA2
- Un requiem tedesco (Ein Deutsches Requiem)

Berliner Philharmoniker, Studer, A. Schmidt, Schwedischer Rundfunkchor, Eric Ericson Kammerchor
DG 437 517-2 1993
- Schicksalslied/Nänie/Rapsodia

Berliner Philharmoniker
DG 435 791-2 GH
Max Bruch
- Conc. per vl. n. 1 op.26 (Violinkonzert Nr.1)

Mintz, Chicago Symphony Orchestra
DG 477 6349 GGP 1980
Anton Bruckner
- Symphonie Nr. 1

Wiener Philharmoniker
Decca SXL 6494 1971
- Symphonie Nr. 1

Wiener Philharmoniker
DG 453 415-2 1997
- Symphonie Nr. 4, Romantische

Wiener Philharmoniker
DG 431 719-2 1991
- Symphonie Nr. 5

Wiener Philharmoniker
DG 445 879-2 1995
- Symphonie Nr. 7

Wiener Philharmoniker
DG 437 518-2 1994
- Symphonie Nr. 9

Wiener Philharmoniker
DG 471 032-2 2001
- Sinf. n. 9 (Live, Lucerna Festival 2013)

Abbado/Lucerne Festival Orch.
2014 Deutsche Grammophon - ha raggiunto la posizione n. 95 nella classifica FIMI gfk dei cento CD pop più venduti
Giuseppe Cambini
- Concerto per pianoforte e orchestra nr.3 op.15

Claudio Abbado, Orchestra d'archi di Milano diretta da Michelangelo Abbado
COLUMBIA(Fr.) FCX 369 sd
nota: Claudio Abbado in veste di pianista e non di direttore
Pëtr Il'ič Čajkovskij
- Conc. per pf. n. 1 op.23 (Klavierkonzert Nr.1, op.23)

Pogorelich, London Symphony Orchestra
DG 415 122-2 GH 1985
- Conc. per pf. n. 1 op.23 (Klavierkonzert Nr.1, op.23)

Argerich, Berliner Philharmoniker
DG 449 816-2 GH 1995
- Conc. per vl. op.35 (Violinkonzert, op.35)

Milstein, Wiener Philharmoniker
DG 419 067-2 GGA 1973
- Violinkonzert, op.35

Vengerov, Berliner Philharmoniker
TELDEC 450 990 881-2 1995
- Violinkonzert, op.35

Midori, Berliner Philharmoniker
SONY SK 68338 1998
- Symphonie Nr. 2, Kleinrussische

New Philharmonia Orchestra
DG 139 381 1968
- Symphonie Nr. 4

Wiener Philharmoniker
DG 2530 651 1976
- Symphonie Nr. 5

London Symphony Orchestra
DG 2530 198 1972
- Symphonie Nr. 5

Berliner Philharmoniker
SONY SK 66276 1994
- Symphonie Nr. 6, Pathétique

Wiener Philharmoniker
DG 2530 350 1974
- Integrale delle sinfonie 1985-92 - 6 Symphonies; The Nutcracker Suite; The Tempest; Ouverture 1812; Romeo and Juliet; Voyevoda; Marche Slave

Chicago Symphony Orchestra
SONY SX6K 48225 1985-92
- Ouverture 1812; The Tempest; Romeo and Juliet - Fantasy Overture; Marche Slave

Chicago Symphony Orchestra
SONY SK 47179 1991
- Romeo und Julia - Fantasie-Ouvertüre

Boston Symphony Orchestra
DG 2530 137 1971
- Der Sturm; Slawischer Marsch; Romeo und Julia - Fantasie-Ouvertüre; Ouvertüre 1812

Berliner Philharmoniker
DG 453 496-2 1999
Fryderyk Chopin
- Conc. per pf. n. 1 op.11 (Klavierkonzert Nr.1, op.11)

Argerich, London Symphony Orchestra
DG 449 719-2 GOR 1968
- Conc. per pf. n. 2 op.21 (Klavierkonzert Nr.2, op.21)

Pogorelich, Chicago Symphony Orchestra
DG 478 3617 GB 1983 e 410 507-2 GH
Luigi Dallapiccola
Piccola musica notturna 
Gustav Mahler Jugendorchester
DG 447 115-2 1997
Claude Debussy
- Trois Nocturnes (Nuages - Fêtes - Sirènes)

New England Conservatory Chorus
Boston Symphony Orchestra
DG 415 370-2 1970
- La Demoiselle Elue, Prélude à l'Après-Midi d'un Faune, Images pour Orchestre n°2 Ibéria

Ewing, Balleys, London Symphony Chorus and Orchestra
DG 423 103-2 1987
- Pelléas et Mélisande

Ewing, Le Roux, van Dam, Courtis, Ludwig, Pace, Mazzola
Konzertvereinigung Wiener Staatsopernchor
Wiener Philharmoniker
DG 435 344-2 1992
- Première Rhapsodie

Sabine Meyer, Berliner Philharmoniker
EMI 5 56832 2 1999
- Prélude à l'après-midi d'un faune, Notturni n. 1-3 [Trois Nocturnes (Nuages, Fêtes, Sirènes)], Pelléas et Mélisande (suite)

Berliner Philharmoniker, Pahud, Rundfunkchor Berlin 
DG 471 332-2 GH 1998/1999
- La Mer, trois esquisses symphoniques

Lucerne Festival Orchestra 
2 CDs DG 477 508-2 2004
Gaetano Donizetti
- Lucia di Lammermoor

Scotto, Raimondi, Guelfi
Orchestra e coro del Teatro alla Scala
live, Milano 7.12.1967
NUOVA ERA 013 6320 1987
Antonín Dvořák
- Symphonie Nr. 8, op. 88; Die Mittagshexe, op.108

Berliner Philharmoniker
SONY SK 64303 1994
- Sinf. n. 9 op.95 "Dal nuovo mondo" (Symphonie Nr. 9, Aus der Neuen Welt, op.95); Otello Ouv. op.93 (Othello, op. 93)

Berliner Philharmoniker
DG 457 651-2 GH 1997
Beat Furrer
- Face de la chaleur

W. Boustany, E. Molinari, T. Larcher, Ensemble Anton Webern
DG 437 840-2 1996
Aleksandr Konstantinovič Glazunov
- Violinkonzert, op. 82

Vengerov, Berliner Philharmoniker
TELDEC 450 990 881-2 1995
Joseph Haydn
- Conc. per tromba/Sinf. conc.

Herseth/Chicago Symphony Orchestra/Chamber Orchestra of Europe
2003 Deutsche Grammophon 474 567-2 GEN
- Konzert für trompete Hob VIIe:1

Herseth, Chicago Symphony Orchestra
DG 415 104-2 1985
(+ Mozart: Fagottkonzert KV 191; Hornkonzert Nr. 3, KV 447; Oboenkonzert, KV 314)
- Sinf. n. 93, Sinf. n. 101 "La pendola"

Chamber Orchestra of Europe
DG 459 305-2 GGA 1988/1989
- Sinf. n. 93, 96, 98, 100-103, Sinfonia Concertante Hob I:105, Trumpet Concerto Hob VIIe:1, Overture to "Il mondo della luna"

Chamber Orchestra of Europe
1985/1996 Deutsche Grammophon 479 4643 GB4
- Symphonie Hob 1:96 The Miracle, Sinfonia concertante Hob I:105

Blankestijn, Conway, Boyd, Wilkie
Chamber Orchestra of Europe
DG 423 105-2 1987
- Ouvertüre zur Oper Il mondo della luna, Symphonie Hob.I:98, Symphonie Hob.I:100 Militär

Chamber Orchestra of Europe
DG 439 932-2 1995
- Symphonie Hob I:102, Symphonie Hob I:103

Chamber Orchestra of Europe
DG 449 204-2 1996
Hans Werner Henze
- Sinfonische Intermezzi; Mänadenjagd

Gustav Mahler Jugendorchester
DG 447 115-2 1997
Paul Hindemith
- Symphonische Metamorphosen nach Themen von Carl Maria von Weber

London Symphony Orchestra
Decca SXL 6398 1969
- Mathis der Mahler, Nobilissima visione, Symphonische Metamorphosen nach Themen von Carl Maria von Weber

Berliner Philharmoniker
DG 447 389-2 1995
- Kammermusiken n. 4 op.36/3 per vl. e orch. da camera

Blacher/Mahler Chamber Orchestra
2010 DG 476 4144 DH
- Kammermusik Nr. 1, Nr. 4, Nr. 5

Blacher, Christ, Berliner Philharmoniker
EMI 5 56160 2 1996 Grammy Award 1998 for Best Small Ensemble Performance
- Kammermusik Nr. 2, Nr. 3, Nr. 6, Nr. 7

Faust, Christ, Marshall, Vogt
EMI 5 56831 2 2000
Leoš Janáček
- Sinfonietta

London Symphony Orchestra
Decca SXL 6398 1969
- Tagebuch eines Verschollenen (Orchesterfassung), Sinfonietta

LangriDGe, Balleys, RIAS Kammerchor
Berliner Philharmoniker
DG 427 313-2 1989
György Kurtág
- Grabstein für Stephan op.15/c e Stele op.33 (Grabstein für Stephan, Stele)

Berliner Philharmoniker Ruck,
DG 447 761-2 1994
- Samuel Beckett - what is the word

I. Monyok, A. Zaire, Arnold Schoenberg Chor, Ensemble Anton Webern
DG 437 840-2 1996
Ludwig August Lebrun
- Oboenkonzert Nr.1 d-Moll

Albrecht Mayer, Oboe
Mahler Chamber Orchestra
DG 476 235 -2 2004
György Ligeti
- Lontano, Atmosphères (Wien Modern 1988)

Wiener Philharmoniker
DG 429 260-2 1990
- Doppelkonzert für Flöte und Oboe, 6 Bagatelles für Bläserquintett

Boyd, Zoon, Chamber Orchestra of Europe (+ Hosford, Wilkie, Sommerville)
DG 449 215-2 1997
Franz Liszt
- Conc. per pf. n. 1 (Klavierkonzert nr.1)

Argerich, London Symphony Orchestra
DG 449 719-2 GOR 1968
Gustav Mahler
- Integrale delle sinfonie 1978-95 - 10 Symphonien

Studer, Norman, McNair, Rost, Meier, von Stade, von Otter, Lang, Seiffert, Terfel, Rootering, Arnold Schönberg Chor, Konzertvereinigung Wiener Staatsopernchor, Rundfunkchor Berlin, Prager Philharmonischer Chor, Wiener Sängerknaben, Tölzer Knabenchor,
Berliner Philharmoniker, Wiener Philharmoniker, Chicago Symphony Orchestra
DG 447 023-2 1978-95
- Symphonie Nr.1

Chicago Symphony Orchestra
DG 400 033-2 1982
- Sinf.: n. 1 "Il titano" (Symphonie Nr.1)

Berliner Philharmoniker
DG 431 769-2 GH 1991
- Sinf. n. 1, 10

Chicago Symphony Orchestra/Wiener Philharmoniker
1981 DG 478 4036 GB e 447 023-2 GX12
- Sinf. n. 2, 4

Wiener Philharmoniker/Chicago Symphony Orchestra/Horne,
DG 453 037-2 GTA2
- Symphonie Nr.2 Auferstehung

Neblett, Horne, Chicago Symphony Chorus and Orchestra
DG 2707 094 1977
- Symphonie Nr.2 Auferstehung

Mattila, Ludwig, Wiener Jeunesse Chor, Berliner Konzertchor, Berlin
European Community Youth Orchestra
DMM ST 02 1985
- Symphonie Nr.2 Auferstehung

Studer, Meier, Arnold Schönberg Chor
Wiener Philharmoniker
DG 439 953-2 1994
- Symphonie Nr.2 Auferstehung

Gvazava, Larsson, Orfeon Donostiarra
Lucerne Festival Orchestra
2 CDs DG 477 508-2 2004
- Symphonie Nr.3

Norman, Konzertvereinigung Wiener Staatsopernchor, Wiener Sängerknaben
Wiener Philharmoniker
DG 410 715-2 1982
- Sinf. n. 3 (Symphonie Nr.3)

Berliner Philharmoniker, Anna Larsson, London Symphony Chorus, City of Birmingham Symphony Youth Chorus 
DG 471 502-2 GH2 1999
- Symphonie Nr.4

von Stade, Wiener Philharmoniker
DG 413 454-2 1978
- Sinf. n. 4 (Symphonie Nr. 4)

Renée Fleming 
Berliner Philharmoniker
DG 477 5574 2005
- Sinf. n. 5

Chicago Symphony Orchestra
1980 DG 478 3620 GB
- Symphonie Nr.5; Rückert-Lieder

Schwarz, Chicago Symphony Orchestra
DG 2707 128 1981
- Sinf. n. 5 (Symphonie Nr.5)

Berliner Philharmoniker
DG 437 789-2 1993
- Symphonie Nr.6 Tragische

Chicago Symphony Orchestra
DG 2707 117 1980
- Sinf. n. 6 "Tragica" (Symphonie Nr. 6, Tragische)

Berliner Philharmoniker
DG 477 557-3 2004
- Sinf. n. 7 (Symphonie Nr.7)

Chicago Symphony Orchestra
DG 445 513-2 GMA 1984
- Symphonie Nr.7

Gustav Mahler Jugendorchester
MUSICOM 9921 1999
- Sinf. n. 7 (Symphonie Nr.7)

Berliner Philharmoniker
DG 471 623-2 2001
- Sinf. n. 8 "Dei mille" (Symphonie Nr.8)

Studer, McNair, von Otter, Rost, Lang, Seiffert, Terfel, Rootering, Rundfunkchor Berlin, Prager Philharmonischer Chor, Tölzer Knabenchor
Berliner Philharmoniker
DG 445 843-2 1994
- Symphonie Nr.9, Symphonie Nr.10 Adagio

Wiener Philharmoniker
DG 423 564-2 1988
- Sinf. n. 9 (Symphonie Nr.9)

Berliner Philharmoniker
DG 471 624-2 2002
- Kindertotenlieder; Ich bin der Welt abhanden gekommen

Lipovsek, Berliner Philharmoniker
SONY SK 53360 1993
- Des Knaben Wunderhorn

von Otter, Quasthoff, Berliner Philharmoniker
DG 459 646-2 GH 4D 1998
Felix Mendelssohn
- Conc. per vl. op.64 (Violinkonzert op.64)

Milstein, Wiener Philharmoniker
DG 419 067-2 GGA 1973
- Conc. per vl. op.64 (Violinkonzert op.64)

Mintz, Chicago Symphony Orchestra
DG 477 6349 GGP 1980
- Sinf. n. 1-5/ 7 Ouvertures (integrale delle sinfonie) 1985 - (5 Symphonien; Die Hebriden op. 26; Scherzo aus dem Oktett op.20; Ein Sommernachtstraum op. 21; Die schöne Melusine op.32)

London Symphony Orchestra and Chorus, Connell, Mattila, Blochwitz,
DG 471 467-2 GB4 1985
- Sinf. n. 3 op.56 "Scozzese"; Sinf. n. 4 op.90 "Italiana" (Symphonie Nr.3 op.56 Schottische; Symphonie Nr.4 op.90 Italienische)

London Symphony Orchestra
Decca 475 8677 DOR 1967
- Symphonie Nr. 4; Ein Sommernachtstraum

Branagh v.r., McNair, Kirchschlager
Berliner Philharmoniker
SONY SK 62826 1996
- Symphonie No. 4 op. 90, Italian; A Midsummernight's Dream (= New Year's Eve 1995)

Branagh v.r., McNair, Kirchschlager
Berliner Philharmoniker
SONY SK 62826 1995
- Symphonie Nr. 4 op. 90, Italienische; Ein Sommernachtstraum (= Sylvesterkonzert 1995)

Sukowa v.r., McNair, Kirchschlager
Berliner Philharmoniker
SONY SK 62600 1995
- Ouvertures La bella Melusina Ouv./Sogno di una notte di mezza estate Ouv./Calma di mare e felice viaggio Ouv./Ouv. per fiati/Ouv. "Delle trombe"/Ruy Blas Ouv./Le Ebridi Ouv. (Ouvertüre Die Schöne Melusine; Ein Sommernachtstraum; Meeresstille und Glückliche Fahrt, Ouv. für Harmoniemusik; Trompeten- Ouvertüre; Ruy Blas; Die Hebriden)

London Symphony Orchestra
DG 423 104-2 1988
Wolfgang Amadeus Mozart
- Conc. per pf. n.20 K.466, 21 K.467 (Klavierkonzert KV 466; Klavierkonzert KV 467)

Gulda, Wiener Philharmoniker
DG 415 842-2 GGA 1975
- Conc. per pf. n.20 K.466, 21 K.467, 25 K.503, 27 K.595

Gulda/Wiener Philharmoniker
DG 453 079-2 GTA2
- Conc. per pf. n.21 K.467, 27 K.595

Gulda/Wiener Philharmoniker
DG 477 7519 GB
- Klavierkonzert KV 503; Klavierkonzert KV 595

Gulda, Wiener Philharmoniker
DG 2530 642 1976
- Conc. per pf. n. 8 K.246 "Lützow", 12 K.414, 15 K.450-24 K.491, 27 K.595

Serkin/London Symphony Orchestra
1981/1988 DG 477 5214 GB7
- Conc. per pf. n. 20 K.466, 21 K.467

Serkin/London Symphony Orchestra
1981 DG 478 4037 GB
- Conc. per pf. n. 20, 25 (Live, Festival di Lucerna, marzo 2013)

Argerich/Orch. Mozart
2014 DG 479 1033 GH - raggiunge la sedicesima posizione nella Classifica FIMI Album
- Klavierkonzert KV 246, Lützow; Klavierkonzert KV 595

Serkin, London Symphony Orchestra
DG 410 035-2 1984
- Klavierkonzert KV 271, Jeunehomme-Konzert; Klavierkonzert KV 453

Serkin, London Symphony Orchestra
DG 415 206-2 1982
- Klavierkonzert KV 414 (KV 385p); Klavierkonzert KV 466

Serkin, London Symphony Orchestra
DG 400 068-2 1982
- Klavierkonzert KV 450; Klavierkonzert KV 482

Serkin, London Symphony Orchestra
DG 415 488-2 1987
- Klavierkonzert KV 456; Klavierkonzert KV 491

Serkin, London Symphony Orchestra
DG 423 062-2 1987
- Klavierkonzert KV 459; Klavierkonzert KV 503

Serkin, London Symphony Orchestra
DG 410 989-2 1984
- Klavierkonzert KV 467; Klavierkonzert KV 488

Serkin, London Symphony Orchestra
DG 410 068-2 1983
- Klavierkonzert KV 449; Klavierkonzert KV 537, Krönungskonzert

Pires, Wiener Philharmoniker
DG 437 529-2 1993
- Conc. per pf. n.17 K.453, 21 K.467 (Klavierkonzert KV 453; Klavierkonzert KV 467)

Pires, Chamber Orchestra of Europe
DG 439 041-2 1993
- Conc. pf. n.14, 17, 21, 26

Pires/Abbado/WPO/COE
1992/1993 Deutsche Grammophon
- Conc. per corno n. 1-4

Allegrini/Orch. Mozart
2005/2006/2007 DG 477 8083 GH
- Conc. per corno n. 3 K.447/Conc. per tromba Hob.VIIe/1/Conc. per fagotto K.191/Conc. per oboe K.285d (Konzert für Horn und Orchester Nr. 3, KV 447; Konzert für Fagott und Orchester KV 191; Konzert für Oboe und Orchester KV 314)

Clevenger, Herseth, Chicago Symphony Orchestra, Elliott, Still, 
DG 469 871-2 GGA 1985
- Konzert für Oboe und Orchester KV 314; Andante KV 315; Aria KV 368; Aria KV 577; Andante und Rondo KV 271a/271i

A. Mayer, Mahler Chamber Orchestra
DG 476 235-2 2004
- Konzert für Flöte und Orchester KV 313 (KV 285c); Konzert für Flöte und Orchester KV314 (285d); Konzert für Flöte, Harfe und Orchester KV299 (KV297c)

Pahud, Langlamet, Berliner Philharmoniker
EMI 5 56365 2 1997
- Posthorn Serenade KV 320; Marsch Nr. 1 KV 335 (320a); Marsch Nr. 2 KV 335 (320a); Divertimento KV 251, Nannerl-Septett

Berliner Philharmoniker
SONY SK 53277 1993
- Konzert für Klarinette und Orchester KV 622

S.Meyer, Berliner Philharmoniker
EMI 5 56832 2 1999
- Conc. per vl. n. 1 K.207-n. 5 K.219/Sinf. concertante K.364

Carmignola/Waśkiewicz/Orch. Mozart
2008 Archiv Produktion 477 7371 AH2
- Konzert für Violine und Orchester KV 271a (271i) ; Konzert für Violine und Orchester KV 218 ; Sonate für Klavier und Violine KV 454

Garrett, Chamber Orchestra of Europe (+ I. Golan)
DG 447 110-2 1995
- Sinf. n. 29 K.201, 33 K.319, 35 K.385 "Haffner", 38 K.504 "Praga", 41 K.551 "Jupiter"

Orch. Mozart
2005/2006 Archiv Produktion 477 7598 AH2
- Sinf. n. 39 K.543, 40 K.550

Orch. Mozart
2011 Archiv Produktion 477 9792 AH
- Sinf. n.40 K.550, 41 K.551 "Jupiter" (Symphonie KV 550; Symphonie KV 551, Jupiter)

London Symphony Orchestra
DG 415 841-2 GGA 1980
- Sinfonia concertante K.364/Concerto per flauto e arpa

Orch. Mozart/Macias Navarro/Carbonare/Santana/Allegrini/Zoon/Belmondo
2011 DG 477 9329 GH
- Conc. per clarinetto/Conc. per fagotto/Conc. per flauto

Abbado/Carbonare/Santana/Zoon
2006/2009 Deutsche Grammophon
- Symphonie KV 200 (189k); Symphonie KV 201 (186a); Symphonie KV 385, Haffner

Berliner Philharmoniker
SONY SK 48063 1992
- Symphonie KV 297 (300a), Paris; Maurerische Trauermusik KV 477 (479a); Symphonie KV 183 (173d B); Symphonie nach KV 320, Posthorn

Berliner Philharmoniker
SONY SK 48385 1994
- Symphonie KV 181 (162b); Symphonie KV 425, Linzer ; Sinfonia Concertante KV 364

Kussmaul, Christ, Berliner Philharmoniker
SONY SK 66859 1996
- Missa solemnis KV 139 (47a), Waisenhaus-Messe

Janowitz, von Stade, Ochman, Moll, Konzertvereinigung Wiener Staatsopernchor
Wiener Philharmoniker
DG 2530 777 1976
- Missa solemnis KV 427 (417a)

Bonney, Auger, Blochwitz, Holl, Rundfunkchor Berlin
Berliner Philharmoniker
SONY SK 46671 1991
- Requiem K.626 (KV 626); Grabmusik K.42: Betracht dies Herz (Aria aus: Grabmusik KV42); Vesperae solemnes de confessore K.339: Laudate Dominum (Laudate Dominum aus: Vesperae solemnes de confessore KV 339)

Berliner Philharmoniker, Mattila, Mingardo, Harnisch, Schade, Terfel, Schwedischer Rundfunkchor
DG 463 181-2 1999
- Le nozze di Figaro K.492 (KV 492)

McNair, Studer, Bartoli, Skovhus, Gallo, D'Arcangelo, Antonacci, Allemano
Wiener Staatsopernchor, Wiener Philharmoniker
1994 DG 445 903-2
- Don Giovanni K.527 (KV 527)

Coro di Ferrara Musica, Chamber Orchestra of Europe, Keenlyside, Salminen, Remigio, Heilmann, Isokoski, Terfel
DG 480 5799 GB3 1997
- Il flauto magico K.620

Mahler Chamber Orchestra/Pape/Strehl/Miklósa
2005 DG 476 5230 GH2
- Nehmt meinen Dank KV 383; Exultate jubilate KV 165 (158a); Mia speranza adorata!- Ah non sai qual pena sia KV 416; Ch'io mi scordi di te? Non temer, amato bene KV 505; Ruhe sanft, mein holdes Leben (Zaide) KV 344 (336b); Vorrei spiegarvi oh Dio! KV 418

Schäfer, Berliner Philharmoniker
DG 457 582-2 1998
- Auf Mozarts Spuren:

Andante B-Dur KV 315 , Oboenkonzert C-Dur KV 314, Aria F-Dur KV 368, Aria F-Dur KV 577, Andante & rondo(allegro) KV271a/271i
Albrecht Mayer, Oboe
Mahler Chamber Orchestra
DG 476 235-2 2004
Modest Petrovič Musorgskij
- Quadri di un'esposizione/Una notte sul Monte Calvo/Salambò: Coro delle Sacerdotesse/Joshua/La distruzione di Sennacherib/Edipo in Atene: Scena del tempio

Berliner Philharmoniker
1993 DG 445 238-2 GH
- Quadri di un'esposizione (orch. Ravel)

London Symphony Orchestra
DG 445 556-2 GMA
- Bilder einer Austellung (Orchestrazione Ravel)

London Symphony Orchestra
DG 2532 057 1982
- Khowantschina (Auszüge); Joshua (Jesus Navin); Salammbô (Auszug); Scherzo B-dur; Die Niederlage Sennacheribs; Eine Nacht auf dem Kahlen Berge (Originalfassung); Oedipus in Athen (Chor des Volkes im Tempel); Die Einnhame von Kars (Triumphmarsch)

London Symphony Orchestra & Chorus
RCA RL 31540 1981
- Khowantschina

Haugland, Atlantov, Popov, Kotscherga, Burchuladze, Lipovsek, Zednik, Poschner-Klebel, Konzertvereinigung Wiener Staatsopernchor, Slowakischer Philharmonischer Chor Bratislava, Wiener Sängerknaben
Orchester der Wiener Staatsoper
DG 429 758-2 1990
- Boris Godunov

Kotscherga, Lipovsek, Ramey, Larin, Leiferkus, LangriDGe, Haugland, Slowakischer Philharmonischer Chor Bratislava, Rundfunkchor Berlin, Tölzer Knabenchor
Berliner Philharmoniker
SONY S3K 58977 1994
- Lieder und Tänze des Todes

Kotscherga, Berliner Philharmoniker
SONY SK 66276 1994
- Eine Nacht auf dem Kahlen Berge; Die Niederlage Sanheribs; Salammbô (Chor der Priesterinnen); Ödipus in Athen (Chor des Volkes im Tempel); Josua (Jesus Navin); Bilder einer Ausstellung

Prager Philharmonischer Chor
Berliner Philharmoniker
DG 445 238-2 1994
- St.John's Night on the Bare Mountain; Excerpts from Chovanšcina; Scherzo in B-flat major; Intermezzo Symphonique in modo classico; Festive March from Mlada

Kotscherga, Tarasova, Rundfunkchor Berlin, Südtiroler Kinderchor
Berliner Philharmoniker
SONY SK 62034 1997
Luigi Nono
- Como una ola de fuerza y luz (1971/72), cantata per soprano, pianoforte, nastro magnetico e orchestra

Pollini, Symphonie Orchester des Bayerischen Rundfunks, Taskova, 
DG 423 248-2 1974
- Liebeslied (In Wien Modern 1988)

Wiener Jeunesse-Chor, Wiener Philharmoniker
DG 429 260-2 1990
- Il canto sospeso

Lothar e Ganz v.r., Bonney, Otto, Torzewski, Rundfunkchor Berlin
Berliner Philharmoniker
SONY SK 53360 1993
- Caminantes Ayacucho

Gustav Mahler Jugendorchester
MUSICOM 9602 1996
- No hay caminos, hay que caminar… Andrej Tarkovskij

Ensemble Anton Webern
DG 437 840-2 1996
Paolo Perezzani
- Primavera dell'anima

Gustav Mahler Jugendorchester
DG 447 115-2 1997
Giovanni Battista Pergolesi
- Stabat Mater

Marshall, Valentini Terrani, Pearson, London Symphony Orchestra
DG 415 103-2 1985
- Dixit Dominus/Salve Regina/Confitebor tibi/Chi non ode

Harnisch/Kleiter/Bove
2008 Archiv Produktion 477 8465 AH
- Missa S.Emidio/Manca la guida/Laudate pueri/Salve Regina

Cangemi/Mingardo/Orch. Mozart
2009 Archiv Produktion 477 8463 AH
- Pergolesi Collection

Harnisch/Mingardo/Orch. Mozart
2007/2008/2009 Archiv Produktion 477 8464 AH3
- Stabat Mater/Conc. vl./Salve Regina

Harnisch/Mingardo/Orch. Mozart
2007 Archiv Produktion 477 8077 AH
Sergej Prokof'ev
- Conc. per pf. n. 1 op.10, 3 op.26 (Klavierkonzert Nr.1, Klavierkonzert Nr.3)

Kissin, Berliner Philharmoniker
DG 479 0369 GFC 1993
- Conc. per pf. n. 3 op.26 (Klavierkonzert Nr.3)

Argerich, Berliner Philharmoniker
DG 415 062-2 GH e 447 438-2 GOR 1967
- Violinkonzert Nr.1, Violinkonzert Nr.2

Mintz, Chicago Symphony Orchestra
DG 410 524-2 1984
- Symphony n°1 Classical, Symphony n°3

London Symphony Orchestra
Decca SXL 6469 1970
- Symphonie Nr. 1, Klassische; Marsch op.99; Ouvertüre über hebräische Themen; Peter & der Wolf

Vladar, Chamber Orchestra of Europe
DG 427 678-2 (Sukowa); DG 429 396-2 (Sting); DG 429 395-2 (Aznavour); DG 429 394-2 (Benigni); DG 429 397-2 (Carreras) 1990
- Ala und Lolly; Skythische Suite; Lieutenant Kijé

Chicago Symphony Orchestra
DG 2530 967 1978
- Alexandr Nevskij/Lieut. Kijé/Suite scita op.20

London Symphony Orchestra and Chorus, Chicago Symphony Orchestra, Obraztsova, 
DG 447 419-2 GOR 1980
- Chout Suite; Romeo und Julia Suite

London Symphony Orchestra
Decca SXL 6286 1967
- Romeo und Julia

Berliner Philharmoniker
DG 453 439-2 1997
Sergej Rachmaninov
- Klavierkonzert Nr. 2; Rhapsodie nach ein Thema von Paganini

Licad, Chicago Symphony Orchestra
CBS CD 38672 1983
- Conc. per pf. n. 2 op.18, 3 op.30 (Klavierkonzert Nr. 2; Klavierkonzert Nr. 3)

Zilberstein, Berliner Philharmoniker
DG 439 930-2 GH 1991/1993
- Conc. per pf. n. 2 op.18/Raps. Paganini op.43

Wang/Mahler Chamber Orchestra
2010 DG 477 9308 GH
- Klavierkonzert Nr. 3

Berman, London Symphony Orchestra
CBS 76597 1977
Maurice Ravel
- Valse/Raps. espagnole/Miroirs: n. 3 Une barque sur l'océan - Integrale dei lavori per orchestra

London Symphony Orchestra
DG 445 556-2 GMA 1982-89
- Conc. per pf. (Klavierkonzert G-dur)

Argerich, Berliner Philharmoniker
DG 419 062-2 GGA 1967
- Bolero/Daphnis/Alborada

London Symphony Orchestra
DG  445 519-2 GMA
- Bolero/Ma mère/Pavane/Rapsodie

London Symphony Orchestra
DG 415 972-2 GH
- Bolero/Pavane/Valse/Suite n. 2

London Symphony Orchestra/Boston Symphony Orchestra
DG 459 439-2 GTA2
- Conc. per pf. n. 1-2 "Per la mano sinistra"/Tombeau/Fanf./Menuet antique (Concerto pour piano et orchestre; Concerto pour la main gauche; Fanfare pour L'éventail de Jeanne; Menuet antique; Le Tombeau de Couperin)

Beroff, Argerich, London Symphony Orchestra
DG 423 665-2 1988
- Opere complete per orch.

London Symphony Orchestra
2002 DG 469 354-2 GTR3
- Daphnis et Chloé, Suite n°2; Pavane pour une Infante Défunte

New England Conservatory Chorus
Boston Symphony Orchestra
DG 415 370-2 1970
Wolfgang Rihm
- Départ

Wiener Jeunesse Chor, Wiener Philharmoniker
DG 429 260-2 1990
- bildlos/weglos

A. Zaire, Arnold Schoenberg Chor, Ensemble Anton Webern
DG 437 840-2 1996
Gioachino Rossini
- Il barbiere di Siviglia

Alva, Dara, Berganza, Prey, Montarsolo, The Ambrosian Opera Chorus
London Symphony Orchestra
DG 476 8306 GM2 1972
- Il barbiere di Siviglia

Domingo, Battle, Raimondi, Lopardo, Gallo, Coro del Gran Teatro La Fenice
Chamber Orchestra of Europe
DG 435 763-2 1992
- La Cenerentola

Berganza, Alva, Capecchi, Montarsolo, Scottish Opera Chorus, London Symphony Orchestra
DG 459 448-2 1972
- L'italiana in Algeri

Baltsa, Raimondi, Dara, Lopardo, Pace, Corbelli, Konzertvereinigung Wiener Staatsopernchor
Wiener Philharmoniker
DG 427 331-2 1989
- Il viaggio a Reims

Ricciarelli, Valentini Terrani, Cuberli, Gasdia, Araiza, Gimenez, Nucci, Ramey, Raimondi, Dara, Surjan, Di Credico, Pierotti, Bandelli, Manca di Nissa, de Corato, Gavazzi, Matteuzzi, Prague Philarmonic Chorus
Chamber Orchestra of Europe
DG 415 498-2 1985
- Il viaggio a Reims

McNair, Valentini Terrani, Serra, Studer, Gimenez, Matteuzzi, Ramey, Raimondi, Dara, Gallo, Surian, Mattei, Curiel, Frittoli, Rundfunkchor Berlin
Berliner Philharmoniker
SONY SK 53336 1993
- Ouvertures (Il barbiere di Siviglia, La Cenerentola, L'assedio di Corinto, La gazza ladra, L'italiana in Algeri, Il signor Bruschino)

London Symphony Orchestra
DG 478 4038 GB 1975
- Ouvertures (Semiramide, La scala di seta, Il Turco in Italia, Elisabetta, regina d'Inghilterra, Tancredi, Guglielmo Tell)

London Symphony Orchestra
RCA RL 31379 1978
- Ouvertures (Il barbiere di Siviglia, Semiramide, L'Italiana in Algeri, Guglielmo Tell, La Cenerentola, La scala di seta, La gazza ladra)

Chamber Orchestra of Europe
DG 431 653-2 1989
Arnold Schönberg
- Klavierkonzert op.42

Pollini, Berliner Philharmoniker
DG 427 771-2 1990
(+ Schumann: Klavierkonzert)
- Gurrelieder

Jerusalem, Sweet, Lipovsek, Welker, LangriDGe, Sukowa v.r., Konzertvereinigung Wiener Staatsopernchor, Slowakischer Philharmonischer Chor Bratislava, Arnold Schönberg Chor
Wiener Philharmoniker
DG 439 944-2 1995
- Un sopravvissuto di Varsavia op. 46 (Ein Überlebender aus Warschau)

Gottfried Hornik [narratore] (Hornik v.r.), Männerchor der Konzertvereinigung Wiener Staatsopernchor
Wiener Philharmoniker
DG 431 774-2 1989
- Kammersymphonie Nr. 1, op. 9

Chamber Orchestra of Europe
DG 449 215-2 1997
Franz Schubert
- Sinf. n. 1 D.82 -9 D.944 "La grande"/Rosamunda/Gran Duo op. post. 140 - Integrale delle sinfonie 1988 - 8 Symphonien, Ouv. Rosamunde, Gran Duo

Chamber Orchestra of Europe
DG 477 8687 GB5 1986/1987
- Sinf. n. 9/Rosamunda

Chamber Orchestra of Europe
DG 423 656-2 GH
- Messe D 950

Mattila, Lipovsek, Hadley, Pita, Holl, Konzertvereinigung Wiener Staatsopernchor
Wiener Philharmoniker
DG 423 088-2 1986
- Rosamunda op. 26 D.797 (Rosamunde, Fürstin von Cypern D797)

Ernst-Senff-Chor, von Otter,
Chamber Orchestra of Europe
DG 431 655-2 1987
- Fierrabras

Mattila, Protschka, Holl, Hampson, Gambill, Polgár, Studer, Arnold Schönberg Chor
Chamber Orchestra of Europe
DG 459 503-2 GTA2 1990
- Messe D167; Tantum ergo D962; Der 23. Psalm "Gott ist mein Hirt" D706 op.post. 132

Bonney, Poschner, Schaechter, Hintermeier, Pita, A. Schmidt, Konzertvereinigung Wiener Staatsopernchor
Chamber Orchestra of Europe
DG 435 486-2 1992
- Lieder orchestrati da Britten, Brahms, Reger, Berlioz...

Von Otter, Quasthoff
Chamber Orchestra of Europe
DG 471 586-2 (2003)
- Sinf. n. 9 (Live, Bologna, 19-23 settembre 2011)

Abbado/Orch. Mozart
2015 Deutsche Grammophon
Robert Schumann
- Klavierkonzert op. 54

Brendel, London Symphony Orchestra
PHILIPS 9500 677 1979
- Conc. per pf. op.54 (Klavierkonzert op. 54)

Pollini, Berliner Philharmoniker
DG 445 522-2 GMA 1990
- Klavierkonzert op. 54; Konzertstück op. 92; Konzertstück op. 134

Perahia, Berliner Philharmoniker
SONY SK 64577 1997
- Klavierkonzert op. 54; Quintett für Klavier, 2 Violinen, Viola und Violoncello op. 44

Pires, Chamber Orchestra of Europe (+ Dumay, Capucon, Caussé, Wang)
DG 463 179-2 2000
- Conc. per vlc. op.129

Gutman/Mahler Chamber Orchestra
2006 Deutsche Grammophon 476 5786 GH
- Szenen aus Goethes Faust

Terfel, Mattila, Rootering, Bonney, Wottrich, Blochwitz, Vermillion, Poschner-Klebel, Graham Tölzer Knabenchor, Schwedischer Rundfunkchor, Eric Ericson Kammerchor
Berliner Philharmoniker
SONY S2K 66308 1995
- Requiem für Mignon op. 98b

Bonney, Poschner, Schaechter, Hintermeier, Pita, A. Schmidt, Konzertvereinigung Wiener Staatsopernchor
Chamber Orchestra of Europe
DG 435 486-2 1992
- Sinf. n. 2/Ouv. Manfred e Genoveva (Live, Vienna, nov. 2012)

Abbado/Orch. Mozart
2013 Deutsche Grammophon
Salvatore Sciarrino
- Autoritratto nella notte

Chamber Orchestra of Europe
DG 449 215-2 1997
Alexander Scriabin
- Le Poème de l'Extase

Boston Symphony Orchestra
DG 415 370-2 1971
Dmitrij Šostakovič
- Violinkonzert Nr. 1, op. 99

Midori, Berliner Philharmoniker
SONY SK 68338 1998
Karlheinz Stockhausen
- Gruppen per 3 orch. op.6  (Gruppen für drei Orchester, Werk Nr. 6)

Berliner Philharmoniker, Goldman, Creed, 
DG 447 761-2 1994
- Violinkonzert in D

Kolja Blacher
Mahler Chamber Orchestra
DG 476 3069 2005
Richard Strauss
- Don Juan; Till Eulenspiegels lustige Streiche; Tod und Verklärung

London Symphony Orchestra
DG 410 518-2 1983
- Don Juan; Burleske für Klavier und Orchester; Till Eulenspiegels lustige Streiche; Der Rosenkavalier (Terzett und Finale) (= Sylvesterkonzert 1992)

Argerich, Battle, Fleming, von Stade, A. Schmidt
Berliner Philharmoniker
SONY SK 52565 1993
- Tod und Verklärung

Gustav Mahler Jugendorchester
MUSICOM MC 9845 1998
- Vier Letzte Lieder; Lieder für Gesang und Orchester

Mattila, Berliner Philharmoniker
DG 445 182-2 1999
- Lieder: Wiegenlied, op. 41 Nr. 1; Das Rosenband, op. 36 Nr. 1; Liebeshymnus, op. 32 Nr. 3; Das Bächlein, o. op. AV 118; Morgen, op. 27 Nr. 4

Schäfer, Berliner Philharmoniker
DG 457 582-2 1998
Igor' Fëdorovič Stravinskij
- Uccello/Petrouchka/Sagra (Le Sacre du Printemps; L'Oiseau de Feu; Jeu de Cartes; Pétrouchka; Pulcinella)

London Symphony Orchestra, Berganza, Davies, Shirley-Quirck, 
DG 453 085-2 1975-81
- Conc. per vl. in re magg. (Violinkonzert in D)

Kolja Blacher Mahler Chamber Orchestra
DG 476 3069 2005
Tōru Takemitsu
- Fantasma/Cantos

Sabine Meyer, Berliner Philharmoniker
EMI 5 56832 2 1999
Giuseppe Verdi
- Aida

Ricciarelli, Domingo, Obraztsova, Nucci, Ghiaurov, Raimondi, Valentini Terrani
Orchestra e coro del Teatro alla Scala
DG 477 5605 GOH2 1981
- Un ballo in maschera

Domingo, Ricciarelli, Obraztsova, Bruson, Gruberova, Raimondi
Orchestra e coro del Teatro alla Scala
DG 453 148-2 1981
- Don Carlos

(versione originale francese)
Domingo, Ricciarelli, Valentini Terrani, Raimondi, Nucci, Ghiaurov 
Orchestra e coro del Teatro alla Scala
DG 415 316-2 1985
- Falstaff

Pieczonka, Röschmann, Doufexis, Diadkova, Terfel, Hampson, Kotscherga, Shtoda, Mee
Berliner Philharmoniker
DG 471 194-2 2001
- Macbeth

Verrett, Cappuccilli, Domingo, Ghiaurov
Orchestra del Teatro alla Scala e Coro
DG 449 732-2 1976
- Simon Boccanegra

Cappuccilli, Freni, Carreras, Ghiaurov, van Dam
Orchestra e coro del Teatro alla Scala
DG 449 752-2 GOR2 1977
- Simon Boccanegra

Bruson, Ricciarelli, Raimondi, Luchetti, Schiavi
Chor und Orchester der Wiener Staatsoper
Live Wien 22.3.1984
RCA 74321 57733 2 1998
- Messa di Requiem

Ricciarelli, Verrett, Domingo, Ghiaurov
Orchestra e coro del Teatro alla Scala
DG 415 976-2 1980
- Messa di Requiem, Quattro pezzi sacri

Studer, Carreras, Lipovsek, Raimondi, Konzertvereinigung Wiener Staatsopernchor
Wiener Philharmoniker
DG 477 9583 GM2 1991
- Messa di Requiem

Gheorghiu, Barcellona, Alagna, Konstantinov, Schwedischer Rundfunkchor, Eric Ericson Kammerchor, Orfeón Donostiarra
Berliner Philharmoniker
EMI 5 57168 2 2001
- Ouvertures (Nabucco, Aida, La forza del destino, Aroldo, Luisa Miller, I vespri siciliani)

London Symphony Orchestra
RCA RL 31378 1978
- Cori da opere (Nabucco, Il Trovatore, Otello, Ernani, Aida, Macbeth, I Lombardi alla prima crociata, Don Carlo)

Orchestra e coro del Teatro alla Scala
DG 463 655-2 GOR 1975/1981
- Cori da opere

Ghiaurov/Raimondi/Orchestra del Teatro alla Scala e Coro 
DG 469 681-2 GE
- Pagine inedite (Simon Boccanegra, Ernani, Attila, I due Foscari, I Vespri siciliani, Aida)

Pavarotti, Orchestra del Teatro alla Scala
FONIT CETRA LIC 9001 1980
CBS SMK 37228 1980
- Arie (Nabucco, Macbeth, I Vespri siciliani, Simon Boccanegra)

Ghiaurov, London Symphony Orchestra
Decca SXL 6443 1970
- Ouvertures e preludi (La forza del destino, Luisa Miller, Nabucco, Aida, La Traviata, Macbeth, Don Carlos, Les vêpres siciliennes)

Berliner Philharmoniker
DG 457 627-2 1997
- Cori e mus. da balletto (Don Carlos, Nabucco, Macbeth, Il Trovatore, Aida)

Orchestra e coro del Teatro alla Scala
DG 419 487-2 1975-85
Antonio Vivaldi
- Le quattro stagioni

Gidon Kremer, London Symphony Orchestra
DG 478 3369 GB e 431 172-2 GGA e 474 567-2 GEN 1981 - Secondo i dati di GfK il disco ha dominato i primi nove mesi dell'anno 2013 nella musica classica italiana in seconda posizione.
- Le quattro stagioni, Concerto in sol per l'Orchestra di Dresda, RV 577

Mullova, Chamber Orchestra of Europe
PHILIPS 420 216-2 1987
Richard Wagner
- Lohengrin

Jerusalem, Studer, Meier, Werkel, Moll, A. Schmidt, Konzertereinigung Wiener Staatsopernchor
Wiener Philharmoniker
DG 437 808-2 1992
- Lohengrin (Vorspiel zum 1.Aufzug); Tannhäuser (Ouvertüre)

Gustav Mahler Jugendorchester
MUSICOM 9845 1998
- Arie e brani orchestrali da Parsifal, Tannhäuser, Tristano, Olandese volante, Walkiria

Terfel/Berliner Philharmoniker
2000/2001/2002 DG 479 0008 GM2
- Tannhäuser (Ouvertüre; Dich, teure Halle, grüß ich wieder; O du mein holder Abendstern); Lohengrin (In ferner Einsamkeit des Waldes) Die Meistersinger von Nürnberg (Vorspiel zum 1 Aufzug; Was duftet doch der Flieder) Die Walküre (Dich selige Frau, Winterstürme wichen dem Wonnemond, Du bist der Lenz, nach dem ich verlangte; Walkürenritt)

(= Sylvesterkonzert 1993)
Studer, Meier, Jerusalem, Terfel
Berliner Philharmoniker
DG 439 768-2 1994
- Der Fliegende Holländer: Ouvertüre; Die Frist ist um; Die Meistersinger von Nürnberg: Wahn! Wahn! Überall Wahn!; Was duftet doch der Flieder; Tannhäuser: Wie Todesahnung Dämmerung deckt die Lande…; O du mein holder Abendstern; Parsifal: Nein! Lasst ihn unenthüllt; Ja. Wehe! Wehe! Weh'über mich!; Die Walküre: Leb wohl, du kühnes, herrliches Kind!

Terfel, Berliner Philharmoniker
DG 471 348-2 2002
- Brani orch. da Parsifal/Tannhäuser/Tristano - Orchestral Music (Tannhäuser: Ouvertüre; Parsifal: Vorspiel zum 1. Aufzug, Suite aus dem 3. Aufzug; Tristan und Isolde: Vorspiel zum 1. Aufzug, Isoldes Liebestod)

Schwedischer Rundfunkchor
Berliner Philharmoniker
DG 474 377-2 2000/2002
Carl Maria von Weber
- Konzertstück op.79

Brendel, London Symphony Orchestra
PHILIPS 9500 677 1979
Anton Webern
- Passacaglia per orch. op. 1, Fuga a 6 voci, Pezzi per orch. op. 6 n. 1-6, Pezzi per orch. op.10 n. 1-5 e Var. per orch. op.30 (Passacaglia für Orchester op.1; Sechs Stücke für Orchester op.6; Fünf Stücke für Orchester op.10; Variationen für Orchester op.30; BACH-WEBERN Fuga a 6 voci)

Wiener Philharmoniker
DG 431 774-2 1990/1992
Kurt Weill
- Conc. per vl. e orch. di fiati op.12

Blacher/Mahler Chamber Orchestra
2010 DG 476 4144 DH
Iannis Xenakis
- Keqrops

Woodward, Gustav Mahler Jugendorchester
DG 447 115-2 1997
- Synaphaï/Aroura/Antikhthon/Kegrops

Douglas-Madge/Howarth/Abbado
1975/1992 Decca
Antologie
- Neujahrskonzert 1988

Reznicek: Donna Diana, Ouv.; Josef Strauss: Brennende Liebe; Auf Ferienreisen; Johann Strauss: Die Fledermaus, Ouv.; Neue Pizzicato-Polka; Freut euch des Lebens; Maskenball-Quadrille; Tritsch-Tratsch-Polka; Leichtes Blut; Seid umschlungen, Millionen; Perpetuum mobile; Josef Strauss: Im Fluge; Johann Strauss: Banditen-Galopp; An der schönen, blauen Donau; Johann Strauss, sr.: Radetzky-Marsch.
Wiener Sängerknaben; Wiener Philharmoniker; 
Live, Wien 1.1.1988
DG 423 662-2 1988
- Neujahrskonzert 1991

Johann Strauss: Waldmeister, Ouv.; Mozart: Kontretanz KV 609, Nr. 1 u. 3; Deutscher Tanz KV 605, Nr. 3 „Die Schlittenfahrt“; Josef Strauss: Die tanzende Muse; Schubert: Polka u. Galopp D 735; Lanner: Die Werber; Johann Strauss, sr.: Seufzer-Galopp; Josef Strauss: Aquarellen; Johann Strauss: Freikugeln; Eduard Strauss: Carmen-Quadrille; Johann Strauss: Kaiser-Walzer; Furioso-Polka; Stürmisch in Lieb' und Tanz; An der schönen, blauen Donau; Johann Strauss, sr.: Radetzky-Marsch.
Wiener Philharmoniker
Live, Wien 1.1.1991
DG 431 628-2 1991
- Prometheus – The Myth in Music

Beethoven: Die Geschöpfe des Prometheus, Auszüge; Liszt: Prometheus; Skrjabin: Prométhée, le Poème du feu; Nono: Prometeo, Suite 1992, Auszüge.
Argerich, Ade-Jesemann, Bair-Ivenz, Otto, Hall, Krumbiegel, Schadock, Berliner Singakademie, Solistenchor Freiburg, Berliner Philharmoniker
SONY SK 53978 1994
- Music inspired by the poet Friedrich Hölderlin

Brahms: Schicksalslied; R. Strauss: Drei Hymnen; Reger: An die Hoffnung; Rihm: Hölderlin-Fragmente.
Kösters, Chor des Mitteldeutschen Rundfunks Leipzig, Berliner Philharmoniker
SONY SK 53975 1994
- Festspieldokumente

Beethoven: Die Geschöpfe des Prometheus, Ouv.; Schönberg: Ein Überlebender aus Warschau; Strawinsky: Der Feuervogel, Suite; Prokof'ev: Romeo und Julia, Tybalds Tod; Musorgskij: Eine Nacht auf dem kahlen Berge.
Schell, Jeunesse-Chor Wien, European Community Youth Orchestra; Gustav Mahler Jugendorchester (Musorgskij)
Originalaufnahmen des Österreichischen Rundfunks 1979/1994
Salzburger Festspiele SF 004 1998
- The Berlin Gala – a Salute to Carmen

Bizet: Carmen, Auszüge; Ravel: Rhapsodie Espagnole; Sarasate: Carmen-Fantasy; Rachmaninov: Rhapsodie nach ein Thema von Paganini; Brahms: Ungarischer Tanz Nr. 5.
von Otter, Gens, Doufexis, Terfel, Alagna, Shaham, Pletnev, Orfeón Donostiarra 
Berliner Philharmoniker
Live, Berlin, Sylvesterkonzert 31.12.1997
DG 457 583-2 1998
- Berlin Gala

Mozart: Le nozze di Figaro, Auszüge; Don Giovanni: Auszüge; Die Zauberflöte: Auszug; Deutscher Tanz KV 605 Nr. 3 „Die Schlittenfahrt“; Bizet: L'Arlésienne, Suite Nr. 1, Carillon & Suite Nr. 2, Farandole; Verdi: La forza del destino, Ouv.; Rigoletto, Auszüge; Un ballo in maschera, Auszug; Caikovskij: Eugen Onegin, Auszüge; Verdi: La Traviata, Auszug.
Schäfer, Freni, M. Alvarez, Keenlyside, Berliner Philharmoniker
Live, Berlin, Sylvesterkonzert 31.12.1998
DG 459 555-2 1999
- The Berlin Album

Bizet: L'Arlésienne, Suite Nr. 2, Farandole; Beethoven: Symphonie Nr. 7, 2. Satz; Prokof'ev: Klavierkonzert Nr. 1, 1. Satz; Dvorak: Symphonie Nr. 9, 2. Satz; Wagner: Die Walküre, Walkürenritt; Mahler: Symphonie Nr. 7, 2. Nachtmusik; Debussy: Nocturnes, Fêtes; Caikovskij: Klavierkonzert Nr. 1, 2. Satz; Brahms: Akademische Festouvertüre; Verdi: La Traviata, Vorspiel 1. Akt; Mahler: Symphonie Nr. 5, 2. Satz; Beethoven: Klavierkonzert Nr. 3, 3. Satz; Prokof'ev: Romeo und Julia, Suite Nr. 1, 6. Satz; Musorgskij: Bilder einer Ausstellung, 9. + 10. Satz; Beethoven: Egmont, Ouv.; Ciaikovskij: Slawischer Marsch; Brahms: Symphonie Nr. 3, 3. Satz; Berlioz: Le Carnaval Romain.
Kissin, Argerich, Pollini, Berliner Philharmoniker
DG 471 627-2 2002
- Lucerne Festival – Claudio Abbado: The Festival Edition

Mendelssohn-Bartholdy
Symphonie Nr. 4, Italienische
London Symphony Orchestra
Mozart
Klavierkonzert KV 467
Pires, Chamber Orchestra of Europe
Hindemith 
Symphonische Metamorphosen nach Themen von Carl Maria von Weber 
Berliner Philharmoniker
Berg
Drei Orchesterstücke op. 6
London Symphony Orchestra
Mahler
Symphonie Nr. 4
Von Stade, Wiener Philharmoniker
DG 474 497-2 (2003)
- Anna Netrebko Sempre libera

Verdi, La Traviata, È strano, è Strano ..sempre libera - Bellini, La sonnambula, Ah se una volta sola rivederlo potessi
Ah! non credea mirarti, Ah! non giunge uman pensiero - Bellini, I puritani, O rendetemi la speme, Ah! tu sorridi e asciughi il pianto, Vien, diletto, è in ciel la luna! - Donizetti, Lucia di Lammermoor, O giusto cielo, Ohimè, sorge il tremendo fantasma, Ardon gli incensi, Spargi d'amaro pianto - Verdi, Otello, Era più calmo? , Piangea cantando nell'erma landa, Ave Maria - Puccini, Gianni Schicchi, O mio babbino caro
Mahler Chamber Orchestra
Sara Mingardo, mezzosoprano Saimir Pirgu, tenore
Nicola Ulivieri, baritono, Andrea Concetti, basso
Coro Sinfonico di Milano Giuseppe Verdi
Einstudierung: Romano Gandolfi
DG 474 800 2 2004
- Netrebko

Opera: le arie più significative della sua carriera
2004 DG 480 5979 GH
- Abbado

The Decca Years. Gli anni della Decca (1966-1969)
Abbado/WPO/New PhO/LSO
1966/1979 Decca
- Abbado

The Symphony Edition
Abbado/BPO/COE/WPO/Mozart
1967/2012 Deutsche Grammophon
- Argerich Abbado

Tutti i concerti per pianoforte
BPO/LSO/Orch. Mozart/Mahler CO
1967/2013 Deutsche Grammophon
- Pollini Abbado

Tutte le registrazioni Deutsche Grammophon
Pollini/Abbado/BPO/WPO/ CSO/Bayer. Rundfunks
1973/1997 Deutsche Grammophon
DVD & BLU-RAY
- Prokofiev

Pierino e il lupo/Sinf. n. 1/Marcia op.99/Ouv. temi ebraici
Chamber Orchestra of Europe/Benigni/Sting
1990 DG 073 4267 GH
- Prokofiev

Pierino e il lupo
Orchestra Mozart/Benigni
2008 Melampo Cinematografica
- Rossini

Barbiere di Siviglia
Alva/Dara/Berganza/Prey regia Jean-Pierre Ponnelle
1972 DG 073 4039 GH
- Rossini

Cenerentola
Stade/Araiza/Desderi regia Jean-Pierre Ponnelle
DG 073 4096 GH
- Abbado

In concerto (Mozart/Schubert/Brahms/Rossini)
Wiener Philharmoniker/Pollini/Mattila
1971/1986 DG 073 4442 GH2
- Abbado & Grimaud

A Russian night (Ciaikovsky/Rachmaninov/Stravinsky)
Lucerna, agosto 2008
2009 DG 073 4530 GH